# Zahi Hawass
Zahi Hawass (árabe: زاهي حواس; Damieta, Egipto, 28 de mayo de 1947) es uno de los más célebres egiptólogos del mundo, y en los últimos años ha adquirido gran renombre fuera de los círculos arqueológicos por sus frecuentes apariciones en documentales televisivos dedicados al Antiguo Egipto.

## Biografía
Hawass encabeza un movimiento orientado a devolver a Egipto muchos antiguos objetos egipcios que se encuentran en colecciones en distintas partes del mundo. En julio de 2003, Egipto exigió la devolución de la piedra de Rosetta, que se encuentra actualmente en el Museo Británico. En esa ocasión, Hawass declaró: "Si los británicos desean que se lo recuerde, si quieren restaurar su reputación, deberían ofrecerse a devolver la piedra, ya que es el icono de nuestra identidad egipcia". Hawass también se opone frontalmente a las teorías sobre astronautas de la antigüedad y otras posturas históricas pseudocientíficas.
En 2005 se enfrascó en el estudio de una momia conocida como KV60a, descubierta más de un siglo antes. En ningún momento se creyó que esta momia iba a ser tan importante como para retirarla del suelo de una tumba menor en el Valle de los Reyes, ya que se encontró sin un ataúd y sin los tesoros que distinguían a los faraones, descubriéndose muchos años más tarde que era la momia de la reina faraón Hatshepsut. Al principio no se creyó pero después se encontró un diente en el mismo sitio donde ésta fue encontrada en una caja identificada como Hatshepsut; luego se comprobó que era ella, ya que el diente encontrado e identificado encajaba perfectamente en su boca.

### Su gestión como ministro de Antigüedades (2011)
Ejerció como secretario general del Consejo Supremo de Antigüedades del Gobierno egipcio desde el 1 de enero de 2002 hasta el 31 de enero de 2011, cuando fue nombrado Ministro de Antigüedades, cargo de nueva creación. El nuevo ministerio absorbió al Consejo Supremo de Antigüedades. Anteriormente fue director de excavaciones en la meseta de Guiza y trabajó en yacimientos arqueológicos en el delta del Nilo, el desierto occidental y el Alto Nilo. Dimitió como Ministro de Antigüedades el 4 de marzo de 2011 en protesta por los expolios en yacimientos arqueológicos. El 30 de marzo de 2011 aceptó la petición del primer ministro de Egipto, Essam Sharaf, para volver a ser Ministro de Antigüedades. El 17 de abril de 2011 la justicia egipcia condenó a un año de cárcel a Zahi Hawass y lo relevó de su puesto de ministro por un antiguo pleito sobre la propiedad de unos terrenos. Zahi Hawass anunció que apelaría la sentencia. Un decreto del Consejo Nacional de Justicia de Egipto publicado el 18 de abril de 2011 anuló la sentencia judicial contra Hawass y lo restableció en su puesto.
En el año 2004, se emitió un programa de Discovery Channel donde el periodista Joann Fletcher sostenía con vehemencia que la momia hallada en la tumba KV35, consignada como La Dama joven era realmente Nefertiti. El equipo de Fletcher trasladó todo tipo de aparatos para confirmar su teoría a la tumba KV35. A pesar de que Joann Fletcher deseaba demostrar al mundo que la momia descubierta era en realidad la hermosa reina egipcia, lo que consiguió fue abrir un portal a una serie de controversias y enfrentamientos con Zahi Hawass y teorías que no se sostenían con pruebas no científicas.  Zahi Hawass nunca compartió la teoría de Joann Fletcher y, de hecho, le prohibió la entrada a Egipto para realizar trabajos arqueológicos.
Debido a su fama y personalidad, a Hawass le precede una reputación de poseer una personalidad extremadamente avasallante, ha sido acusado varias veces de tiranía, misoginia y discriminación, corrupción, enriquecimiento ilícito, y de tener conexiones muy cercanas con la familia del entonces presidente Hosni Mubarak, conexiones que Hawass ha negado categóricamente. El 18 de julio de 2011, Zahi Hawass fue destituido como Ministro de Antigüedades y para sucederle en el cargo se postuló el nombre de Abdel Fatah el Banna, quien rechazó dicha designación. Hawass retornó a su cargo, por petición del primer ministro Essam Sharaf. Sin embargo, el viernes 22 de julio de 2011, se publicó un correo electrónico de Hawass que decía: «Me retiro para enfocarme en mi propio trabajo, como investigador y como escritor», indicando además que continuaría supervisando la agencia hasta que se encontrase su reemplazo.  Tras dos años de investigaciones, el 22 de mayo de 2014 Zahi Hawass fue absuelto de los cargos de malversación de fondos públicos y ganancias ilícitas, y quedó libre de todas las acusaciones.

### Etapa posministerial

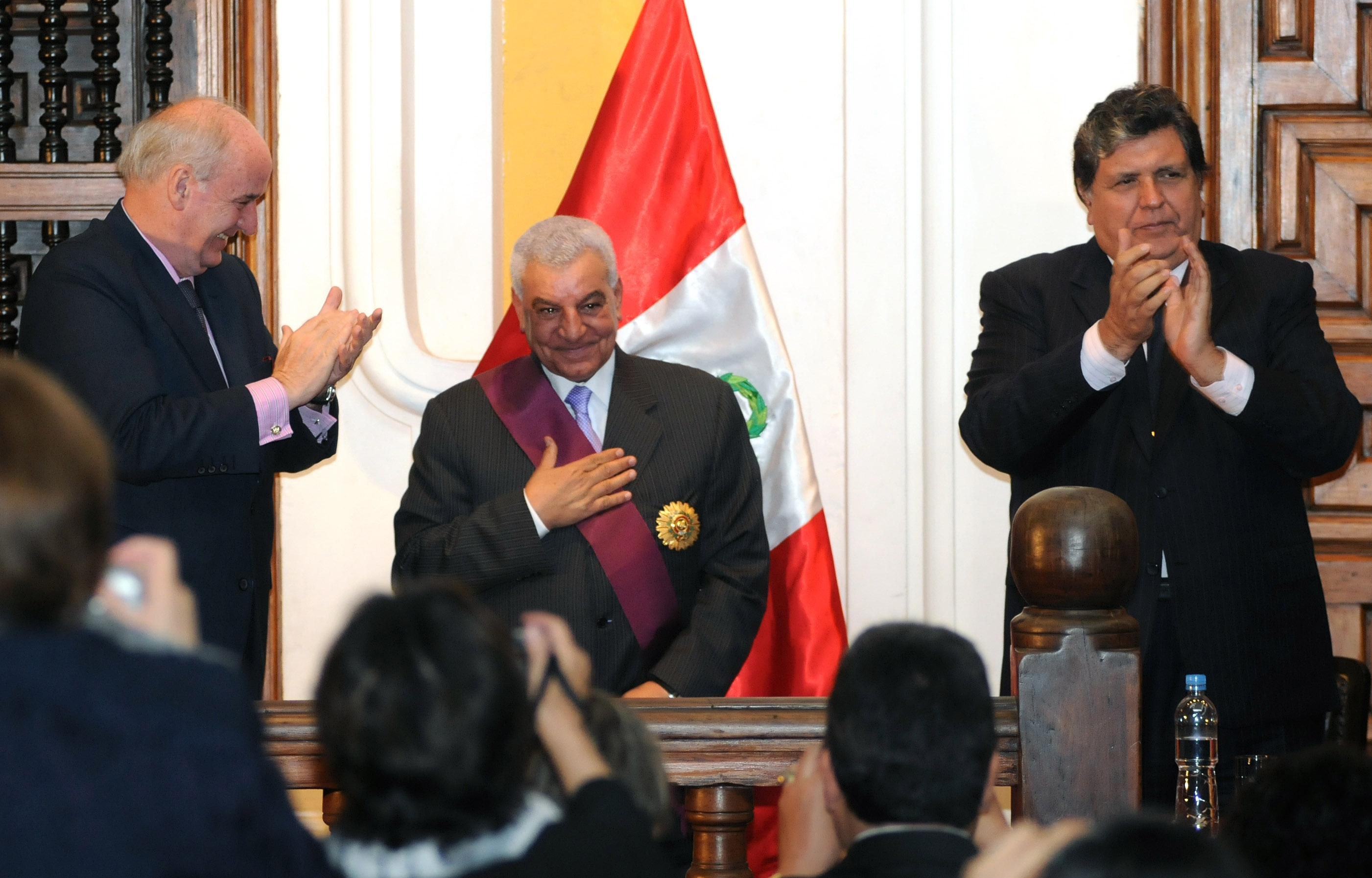
El ministro José García Belaúnde junto al presidente peruano Alan García condecorando a Hawass con la Orden El Sol del Perú.

En 2011 fue condecorado por el Gobierno peruano con la Orden del Sol por su labor a favor de la recuperación de piezas arqueológicas de la ciudadela inca de Machu Picchu que estaban en manos de la Universidad de Yale.
Al respecto de la mala «restauración» de la máscara de oro de Tutankamón en agosto de 2014 y las alegaciones públicas consecuentes solo hasta enero de 2015, el Dr. Zahi Hawass se pronunció explicando el funcionamiento y encaje de las dos piezas de la máscara, la cabeza y la barba, y criticando fuertemente los trabajos de restauración, e hizo un llamamiento al país para crear una brigada en pro de la máscara, para mostrar a la prensa internacional la capacidad de Egipto de restaurar y mantener sus propios monumentos.
En diciembre de 2015, Zahi Hawass atacó la teoría del egiptólogo británico Nicholas Reeves, vinculado con la Universidad de Arizona, quien anunció que la tumba de la reina Nefertiti yace, probablemente, detrás de una de las paredes de la cámara ceremonial de la tumba de Tutankamón. El Dr. Hawass insiste en que «no existe nada detrás de las paredes» y que «no hay siquiera un 1% de posibilidad de que la teoría de Reeves sea correcta». Sin embargo, el 31 de marzo de 2016, un grupo de especialistas patrocinado por National Geographic finalizó una serie de escaneos usando radares de última tecnología, con frecuencias entre 400 y 900 MHz, analizando las paredes de la tumba. Los datos están siendo analizados por expertos en Egipto y Estados Unidos, y aún no han sido publicados.
El 30 de mayo de 2022 Zahi Hawass inauguró en Bilbao la sede oficial del Zahi Hawass International Centre of Archaeology para Europa y América Latina. Los objetivos de este Centro, el segundo tras el principal situado en la nueva Biblioteca de Alejandría, cerca de la desembocadura del Nilo, son fomentar la inquietud por la arqueología y Egipto, realizar congresos sobre esta temática, convocar reuniones de estudiantes y editar todo tipo de materiales. El Centro Internacional en Bilbao, que estará coordinado por Mohamed Ezzeddine, tiene previsto desarrollar un amplio programa de actividades, que incluye conferencias, exposiciones, cursillos para estudiantes de Historia y la organización de congresos y eventos internacionales sobre historia y arqueología, en colaboración con universidades y entidades culturales.

## Obra editada en español
- Tesoros de las pirámides (2004). México: Océano de México.
- El reino de los faraones (2006). Barcelona: RBA/National Geographic. ISBN 978-84-8298-374-1.[25]

- Las montañas de los faraones (2007). Barcelona: Crítica. ISBN 978-84-8432-927-5.[26]

- Tutankhamón: los tesoros de la tumba (2008). Madrid: Akal. ISBN 978-84-460-2923-6.[27]
- Momias reales: inmortalidad en el Antiguo Egipto (2008). Editorial LIBSA, S.A. ISBN 978-84-662-1905-1.[28]
- El arte de los faraones (2011). Natuart. ISBN 978-84-8076-973-0.[29]